# Signe du zodiaque
Pour les articles homonymes, voir Zodiaque (homonymie) et Les Signes du Zodiaque.

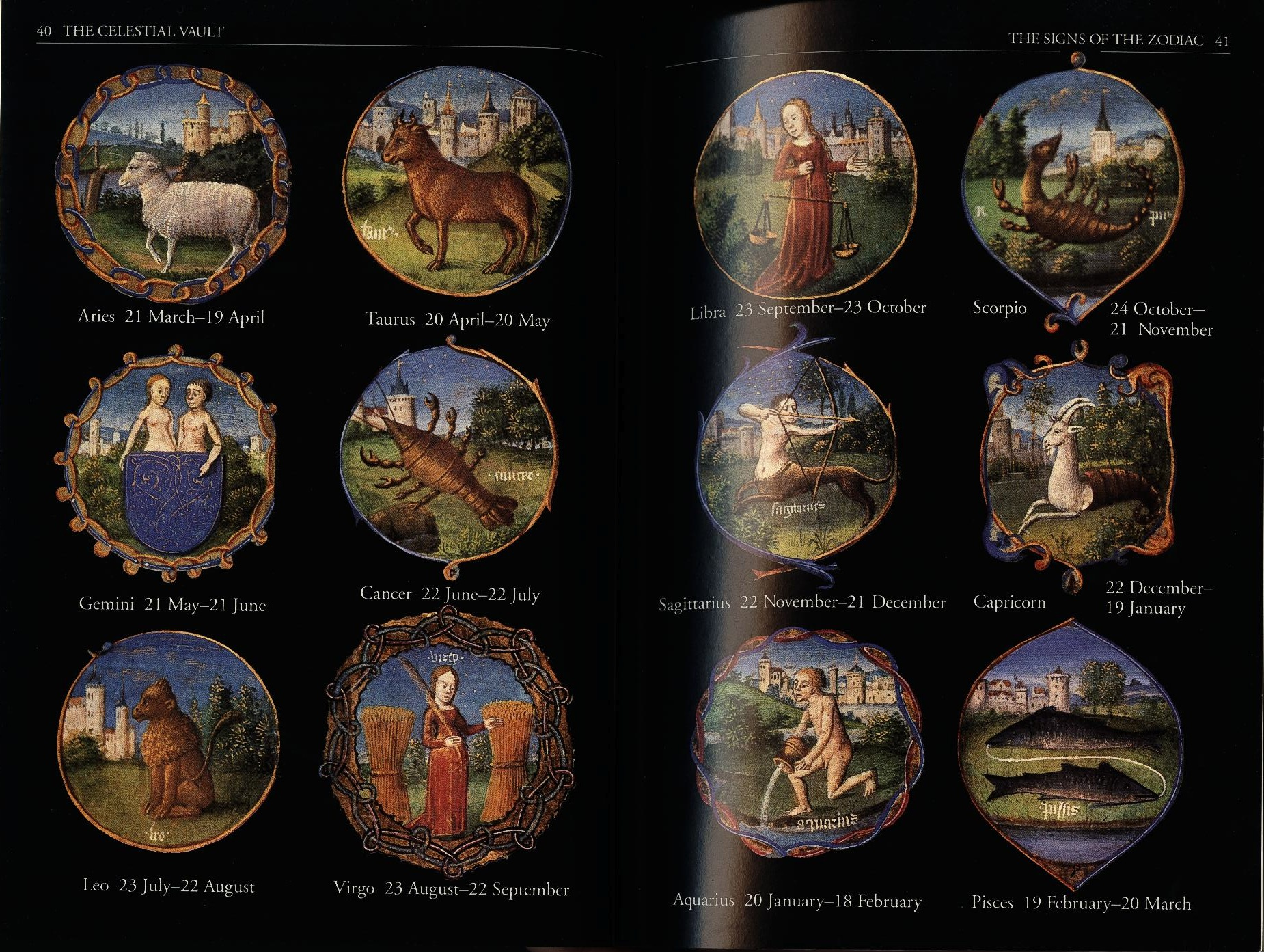
Les douze signes du zodiaque, des miniatures d'un livre d'heures. Les images extraites du livre Le ciel, ordre et désordre (édition britannique), coll. « Découvertes Gallimard ».

Les signes du zodiaque  ou signes astrologiques sont traditionnellement au nombre de 12. Ils résultent de la division en douze parties du cercle (l'écliptique, qui passe au milieu du zodiaque) qui sépare en deux moitiés égales la ceinture dans laquelle, aux yeux terriens, les planètes du système solaire effectuent leur course apparente autour de la planète. Le zodiaque formant une bande de ciel circulaire de 360° entourant la Terre, chacun des douze signes traditionnels occupe un secteur angulaire de 30°. Ce sont, dans l'ordre, le Bélier, le Taureau, les Gémeaux, le Cancer, le Lion, la Vierge, la Balance, le Scorpion, le Sagittaire, le Capricorne, le Verseau et les Poissons.
Selon les croyances superstitieuses de l'astrologie, les signes du zodiaque sont censés correspondre à des types de personnalité caractéristiques.

## Repères astronomiques

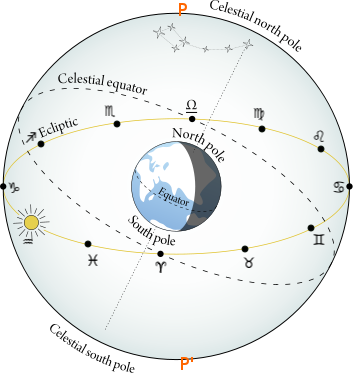
Les symboles des signes du zodiaque représentés sur le cercle (jaune) de l'écliptique. Le point vernal (qui est le point de départ) est l'une des deux intersections entre l'écliptique et l'équateur céleste.

Dans ce qu'on appelle l'astrologie tropicale (l'astrologie des journaux), les signes du zodiaque sont douze secteurs du cercle de l'écliptique de 30° de longitude chacun comptés à partir du point vernal. Lorsque le Soleil traverse un de ces secteurs, on dit que la personne est née sous le Signe en question. Ainsi, être né sous le signe du Bélier, c'est (selon l'astrologie tropicale) être né entre le 21 mars et le 20 avril, quand le Soleil se situe entre 0° et 30° sur le cerclé des signes (l'écliptique). Ce cercle est celui qui passe au milieu du zodiaque, qui n'est autre que la route des planètes du système solaire vues depuis la Terre autour de cette dernière.
L'astrologie sidérale, contrairement à l'astrologie tropicale classique et fixe, repère les signes du zodiaque par rapport aux constellations d'étoiles. Pour cette forme d'astrologie, il est nécessaire de tenir compte de l'effet de la précession des équinoxes, qui fait dériver le point vernal d'un degré tous les 72 ans (et donc, décale sensiblement le calendrier lié aux étoiles d'un jour tous les 72 ans). Ce changement progressif conduit à un cycle de 26 000 ans, à l'issue duquel les constellations retrouvent leur place initiale (au mouvement propre des étoiles près). Par conséquent, l'astrologie sidérale a toujours besoin du zodiaque de l'astrologie tropicale (fixe) comme « maître-étalon ».
Pour déterminer le signe dans lequel se trouve la Lune ou une planète, il est nécessaire de recourir à une éphéméride, ou à un programme informatique spécialisé en astronomie. De tels programmes permettent de calculer rapidement un horoscope, ce qui permet à l'astrologue de se consacrer à l'interprétation astrologique plutôt qu'au calcul.
Selon l'historien de l'astrologie Jacques Halbronn, le découpage en 12 est indissociable du calendrier et des 12 lunaisons dans l'année — l'ensemble des signes constituant un cycle annuel, et non la structure d'un homme — ce qui ne tient absolument pas compte des constellations. Cependant, selon lui, la théorie des aspects (trigones des éléments feu, terre, air et eau) suffisait à découper tout cycle astrologique, à partir des conjonctions se faisant entre une planète et les 4 étoiles fixes dites royales, ce qui ne posait aucun problème au regard de la précession des équinoxes puisque cela ne dépendait aucunement des saisons.

## Constellations
Si une majorité d'astrologues, qu'ils soient sidéraux ou tropicaux, sont d'accord pour diviser le zodiaque en 12 signes de taille égale, donc de durée similaire (30 jours, plus ou moins un), en réalité les constellations diffèrent par leur taille. Ainsi le soleil est réellement dans l'alignement de la constellation du Scorpion pendant 9 jours, tandis qu'il l'est pendant 44 jours devant celle de la Vierge (pour prendre les extrêmes). Certains astrologues, ne se contentant pas de s'appuyer sur le passage effectif du soleil devant les constellations adapté pour 12 parties égales (date sidérale), considèrent qu'il faut définir la taille des signes proportionnellement à l'étendue réelle des constellations dans le ciel (date astronomique, bien que la 13e constellation du Serpentaire ne soit pas prise en compte).
La table ci-dessous compare la date d'entrée du Soleil dans les signes, suivant qu'on se place dans une astrologie sidérale (constellations actuelles, et de type astrologie indienne) ou dans une astrologie tropicale (signes de 30° mesurés sur l'écliptique à partir du point vernal dans la tradition classique de Ptolémée), ainsi que les dates d'entrée du Soleil dans les constellations du même nom, en fonction des frontières définies par l'Union astronomique internationale (IAU) en 1930. Ces dates peuvent s'écarter d'un jour en plus ou en moins de la date théorique, du fait du cycle des années bissextiles, et de la précession du périhélie de l'orbite terrestre au cours des siècles.
L'astrologie hindoue, aussi nommée astrologie védique ou Jyotish (qui signifie science de la lumière), est sidérale. Elle prend en compte le décalage dû à la précession des équinoxes, avec une correction, nommée « Ayanamsa », d'environ 24° en 2019 et non de 30° comme dans l'astrologie sidérale. Cette correction varie au fil du temps. Cette astrologie considère uniquement les planètes visibles à l'œil nu. Ces planètes sont dans le signe correspondant à la constellation que l'on observe derrière chacune d'elles. Le tableau ci-après permet notamment de retrouver le signe du soleil en astrologie védique lorsque l'on connait son signe en astrologie occidentale (ex : une personne née le 10 janvier 2019 a son soleil en capricorne (colonne « date tropicale ») ; on dit donc qu'elle est Capricorne en astrologie occidentale; elle se retrouve donc en quelque sorte « Sagittaire » (colonne « Zodiaque indien ») en astrologie védique car son soleil est observé dans la constellation du Sagittaire).

Iconographie
Symboles utilisés en astrologie occidentale.
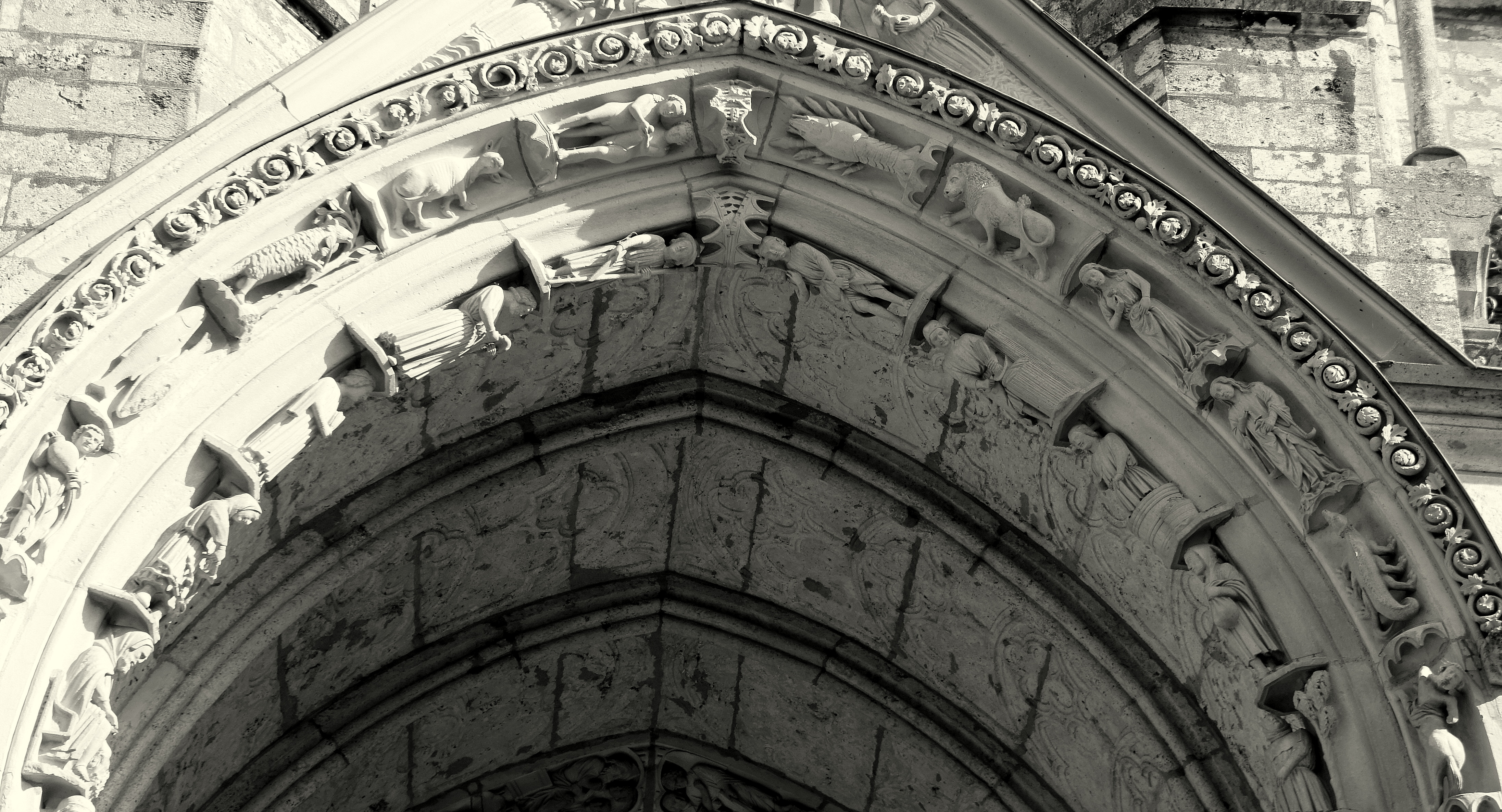
Cathédrale de Chartres. Portail nord.
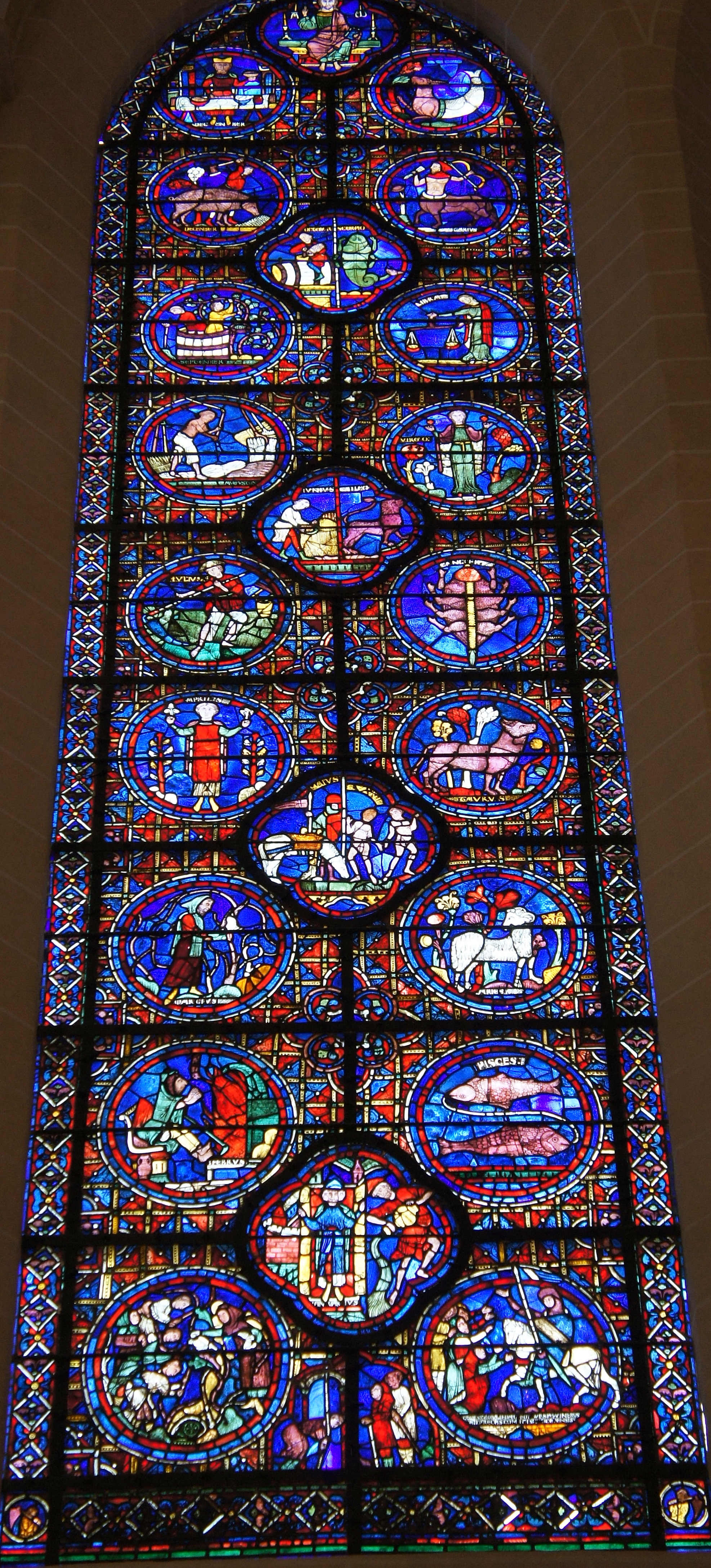
Cathédrale de Chartres. Vitrail sud.

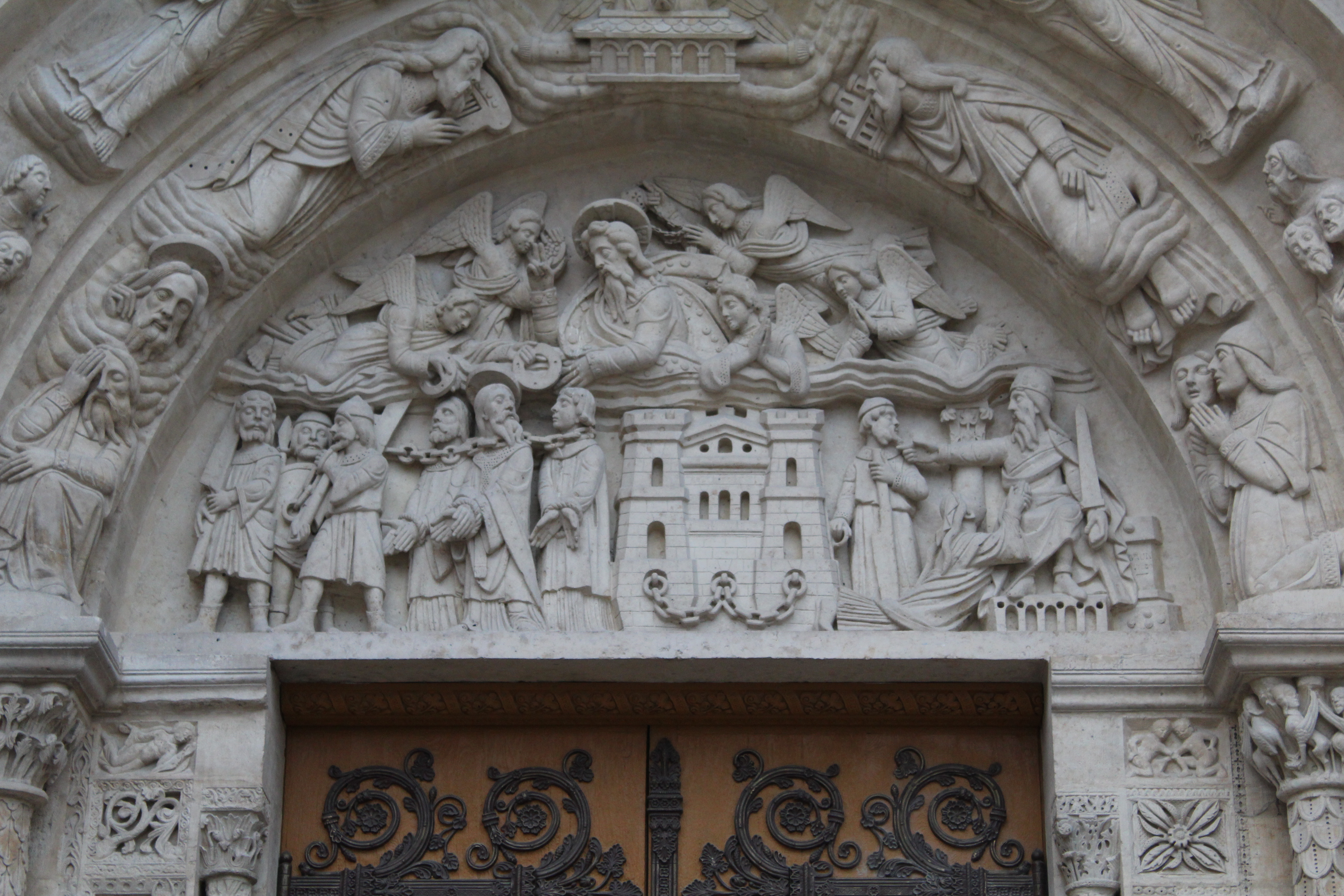
Basilique Saint-Denis. Portail ouest[6].
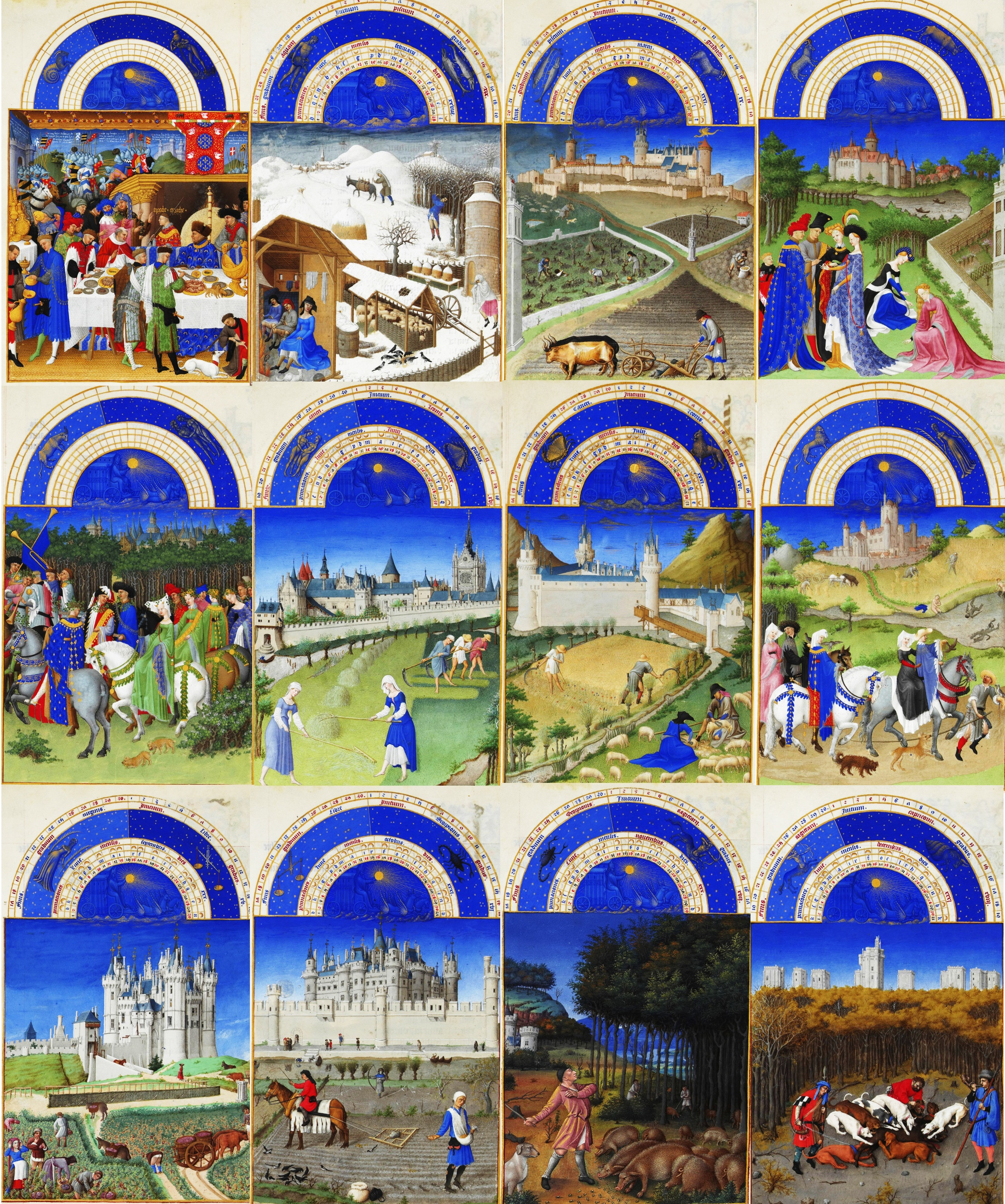
Très riches heures du duc de Berry, calendrier. Chantilly, Musée Condé (Ms. 65, fol. 1 à 12).
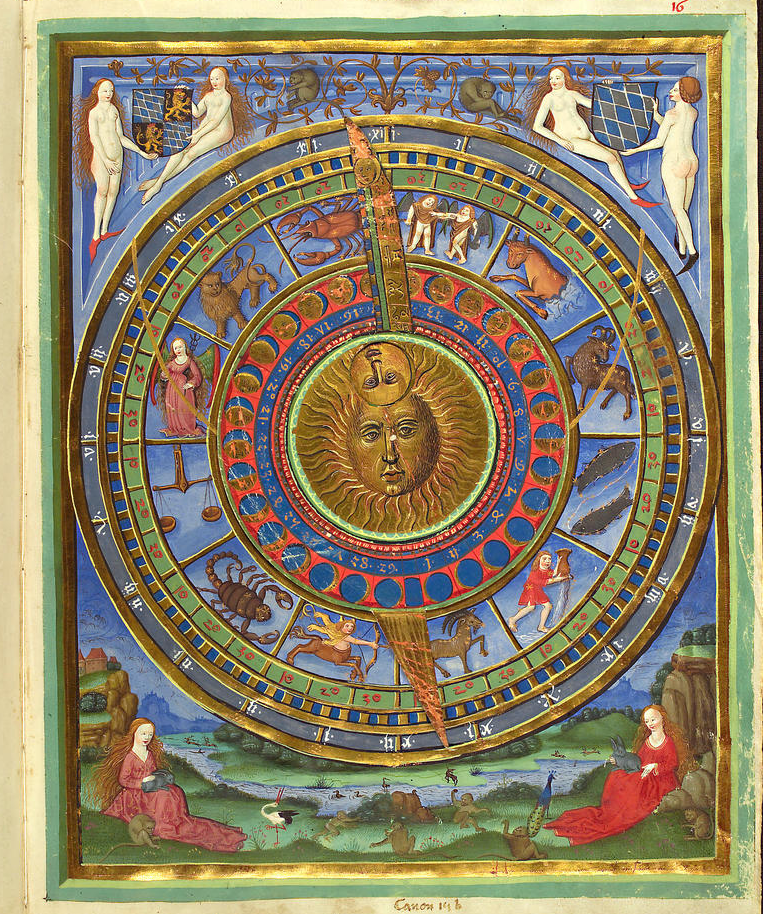
Livre du Destin. Heidelberg, Bibliothèque universitaire (cod. Pal. germ. 832, fol 16r).

| Zodiaque sidéral et tropical | Zodiaque sidéral et tropical | Zodiaque sidéral et tropical | Zodiaque sidéral et tropical          | Zodiaque sidéral et tropical | Constellations                                           | Zodiaque indien            | Zodiaque indien                    | Zodiaque hébreu (galgal hamazalot, גלגל המזלות) | Zodiaque hébreu (galgal hamazalot, גלגל המזלות) | Zodiaque hébreu (galgal hamazalot, גלגל המזלות) |
| Signe du zodiaque            | Symbole                      | Date sidérale (année 2002)   | Date tropicale (calendrier grégorien) | Élément                      | Date astronomique (année 1977)                           |                            | Désignation en sanskrit            | Mois en hébreu                                  | Désignation en hébreu                           |                                                 |
| ---------------------------- | ---------------------------- | ---------------------------- | ------------------------------------- | ---------------------------- | -------------------------------------------------------- | -------------------------- | ---------------------------------- | ----------------------------------------------- | ----------------------------------------------- | ----------------------------------------------- |
| Bélier                       | ♈                           | 15 avril au 15 mai           | 19 mars au 21 avril                   | Feu                          | 20 avril au 14 mai                                       | 14 avril au 14 mai         | मेष (Meṣa : « Bélier »)             | nissane, ניסן                                   | taléh, מזל טלה (Agneau)                         |                                                 |
| Taureau                      | ♉                           | 16 mai au 15 juin            | 18 avril au 22 mai                    | Terre                        | 14 mai au 21 juin                                        | 15 mai au 14 juin          | वृषब (Vriṣabha : « Taureau »)       | iyar, אייר                                      | chor, מזל שור (Taureau)                         |                                                 |
| Gémeaux                      | ♊                           | 16 juin au 15 juillet        | 19 mai au 22 juin                     | Air                          | 21 juin au 22 juillet                                    | 15 juin au 16 juillet      | मिथुन (Mithuna : « paire, couple »)  | sivane, סיוון                                   | téoumim, מזל תאומים (Jumeaux)                   |                                                 |
| Cancer                       | ♋                           | 16 juillet au 15 août        | 20 juin au 24 juillet                 | Eau                          | 21 juillet au 11 août                                    | 17 juillet au 16 août      | कर्क (Karka : « crabe, écrevisse ») | tamouz, תמוז                                    | sartane, סרטן (Cancer)                          |                                                 |
| Lion                         | ♌                           | 16 août au 15 septembre      | 21 juillet au 24 août                 | Feu                          | 11 août au 17 septembre                                  | 17 août au 16 septembre    | सिम्ह (Simha)                        | av, אב                                          | אריה.ARIEH (Lion)                               |                                                 |
| Vierge                       | ♍                           | 16 septembre au 15 octobre   | 21 août au 24 septembre               | Terre                        | 17 septembre au 31 octobre                               | 17 septembre au 17 octobre | कन्य (Kanya : « Jeune fille »)      | eloul, אלול                                     | בתולה betoula (Vierge)                          |                                                 |
| Balance                      | ♎                           | 16 octobre au 15 novembre    | 21 septembre au 24 octobre            | Air                          | 31 octobre au 23 novembre                                | 18 octobre au 16 novembre  | तुल (Tula : « Balance »)            | tichri תשרי                                     | מאוזניים moznayim (Mesures) d'une balance       |                                                 |
| Scorpion                     | ♏                           | 16 novembre au 15 décembre   | 22 octobre au 23 novembre             | Eau                          | 23 novembre au 29 novembre et 29 novembre au 18 décembre | 17 novembre au 15 décembre | वृष्छिक (Vriṣchika)                   | hèchvane, חשון                                  | עקרב akrav (Scorpion)                           |                                                 |
| Sagittaire                   | ♐                           | 16 décembre au 14 janvier    | 21 novembre au 23 décembre            | Feu                          | 18 décembre au 19 janvier                                | 16 décembre au 14 janvier  | धनुस् (Dhanus : « arc »)             | kislev, כסלו                                    | קשת keshet (Arc)                                |                                                 |
| Capricorne                   | ♑                           | 15 janvier au 14 février     | 20 décembre au 21 janvier             | Terre                        | 19 janvier au 16 février                                 | 15 janvier au 12 février   | मकर (Makara)                       | téveth, טבת                                     | גדי g'di (Capricorne)                           |                                                 |
| Verseau                      | ♒                           | 15 février au 14 mars        | 19 janvier au 20 février              | Air                          | 16 février au 12 mars                                    | 13 février au 14 mars      | कम्भ (Kumbha : « vase, cruche »)    | chevat, שבט                                     | דלי d'li (Seau, vase)                           |                                                 |
| Poissons                     | ♓                           | 15 mars au 14 avril          | 17 février au 22 mars                 | Eau                          | 12 mars au 19 avril                                      | 15 mars au 13 avril        | मीन (Meena : « Poissons »)          | adar, אדר                                       | דגים dagim (Poissons)                           |                                                 |

Les dates astrologiques sidérales (zodiaque des constellations actuelles), tropicales (fondées aux alentours de l'an 150 apr. J.-C. par Ptolémée) et les symboles sont ceux généralement utilisés en Occident. L'utilisation de dates Indienne (type sidérale) pour les signes n'est pratiquée qu'en Inde, et l'astrologie indienne est fondée sur des signes différents.

## Signes du zodiaque de l'astrologie sidérale
L'astrologie sidérale, qui définit non pas 12, mais 13 signes du zodiaque, se base sur le cycle réel du soleil et son nombre de jours de passage dans la constellation, plutôt qu'une répartition égale par tranches de 30 jours. 
Un débat existe entre astrologues depuis quelques années sur la reconnaissance de 12 ou 13 signes. Une rumeur affirme même que ce 13e signe a été récemment inventé par la Nasa, ce qu'elle a officiellement démenti, en explicitant la provenance du 13e signe et son calcul scientifique. 
Pour les personnes s'étant toujours basées sur la présence de 12 signes et qui souhaitent savoir quel serait leur signe sur la base de 13 signes en astrologie sidérale, voici un tableau de correspondance, indiquant le nombre réels de jours de passage du soleil dans la constellation : 
| Constellations           | Signe astrologique                                   | Passage du Soleil dans le signe                      | Nb Jours                                             | Passage du Soleil dans la constellation (Nouveau signe) | Nb jours |
| ------------------------ | ---------------------------------------------------- | ---------------------------------------------------- | ---------------------------------------------------- | ------------------------------------------------------- | -------- |
| Bélier                   | Bélier                                               | 21 mars – 20 avril                                   | 31                                                   | 18 avril – 13 mai                                       | 25,5     |
| Taureau                  | Taureau                                              | 21 avril – 20 mai                                    | 30                                                   | 13 mai – 21 juin                                        | 38,2     |
| Gémeaux                  | Gémeaux                                              | 21 mai – 21 juin                                     | 32                                                   | 21 juin – 20 juillet                                    | 29,3     |
| Cancer                   | Cancer                                               | 22 juin – 22 juillet                                 | 31                                                   | 20 juillet – 10 août                                    | 21,1     |
| Lion                     | Lion                                                 | 23 juillet – 22 août                                 | 31                                                   | 10 août – 16 septembre                                  | 36,9     |
| Vierge                   | Vierge                                               | 23 août – 22 septembre                               | 31                                                   | 16 septembre – 30 octobre                               | 44,5     |
| Balance                  | Balance                                              | 23 septembre – 23 octobre                            | 30                                                   | 30 octobre – 20 novembre                                | 21,1     |
| Scorpion                 | Scorpion                                             | 24 octobre – 22 novembre                             | 31                                                   | 20 novembre – 29 novembre                               | 8,4      |
| Serpentaire ou Ophiuchus | ignoré des astrologues en tant que signe du zodiaque | ignoré des astrologues en tant que signe du zodiaque | ignoré des astrologues en tant que signe du zodiaque | 29 novembre – 18 décembre                               | 18,4     |
| Sagittaire               | Sagittaire                                           | 23 novembre – 21 décembre                            | 29                                                   | 19 décembre – 20 janvier                                | 33,6     |
| Capricorne               | Capricorne                                           | 22 décembre – 20 janvier                             | 30                                                   | 21 janvier – 16 février                                 | 27,4     |
| Verseau                  | Verseau                                              | 21 janvier – 18 février                              | 30                                                   | 16 février – 11 mars                                    | 23,9     |
| Poissons                 | Poissons                                             | 19 février – 20 mars                                 | 29/30                                                | 11 mars – 18 avril                                      | 37,7     |

## Caractéristiques des signes

### Éléments
En astrologie, on distingue les signes de feu (Bélier, Lion, Sagittaire), les signes de terre (Taureau, Vierge, Capricorne), les signes d'air (Gémeaux, Balance, Verseau) et les signes d'eau (Cancer, Scorpion, Poissons).

### Modalités
À l'intérieur de chaque élément (feu créateur, terre matérielle, air intellectuel, eau émotive), on distingue trois variantes: énergie d'impulsion ou cardinale (par exemple le signe astrologique de la Balance pour l'élément Air), énergie de conservation ou fixe (le signe du Verseau pour l'Air), et une énergie de distribution ou mutable (le signe des Gémeaux pour l'Air).
Les Signes cardinaux débutent les saisons (dans l'hémisphère Nord: Balance pour l'automne, période des vendanges; Capricorne pour l'hiver, période de la neige; Bélier pour le printemps, période de la germination; Cancer pour l'été, période des moissons), les Signes mutables les achèvent (dans l'hémisphère Nord: Sagittaire pour l'automne, Poissons pour l'hiver, Gémeaux pour le printemps, Vierge pour l'été), et les Signes fixes sont au milieu de la saison (dans l'hémisphère Nord: Scorpion pour l'automne, période des brumes et des brouillards; Verseau pour l'hiver, période des pluies; Taureau pour le printemps, période de l'épanouissement des fleurs; Lion pour l'été, période des chaleurs).

### Axes
L'air attise le feu et l'eau féconde la terre, d'où la complémentarité des signes opposés : complémentarité du Bélier avec la Balance, du Taureau avec le Scorpion, des Gémeaux avec le Sagittaire, du Cancer avec le Capricorne, du Lion avec le Verseau, et de la Vierge avec les Poissons.

#### Tableaux synthétiques
Les mots-clés suivants sont tirés du livre de l'astrologue Hadès Que sera demain ? (ed. La Table Ronde, 1966) :
| SIGNE     | Bélier                                            | Balance                                |
| --------- | ------------------------------------------------- | -------------------------------------- |
| Mots-clés | commencement action violence                      | jugement conciliation non-violence     |
| SIGNE     | Taureau                                           | Scorpion                               |
| Mots-clés | construction enracinement                         | démolition révolte                     |
| SIGNE     | Gémeaux                                           | Sagittaire                             |
| Mots-clés | dispersion versatilité                            | expansion principe                     |
| SIGNE     | Cancer                                            | Capricorne                             |
| Mots-clés | foyer enfantement                                 | ambition sociale austérité             |
| SIGNE     | Lion                                              | Verseau                                |
| Mots-clés | œuvre d'un seul vedettariat                       | œuvre pour tous fraternité             |
| SIGNE     | Vierge                                            | Poissons                               |
| Mots-clés | infiniment petit sens critique univers du travail | infiniment grand réceptivité passivité |

Le tableau suivant rapporte des notations extraites du Dictionnaire des symboles (Ed. Robert Laffont, collection Bouquins, 1982), la partie astrologique émanant d'André Barbault et/ou Alexandre Volguine ; les rattachements aux parties du corps sont extraits du Dictionnaire pratique d'astrologie de Catherine Aubier (Ed. Solar, 1994).
| Bélier | Balance |
| --- | --- |
| La nature s’éveille ici après l’engourdissement de l’hiver, et ce signe symbolise avant tout la poussée du printemps, donc l’impulsion, la virilité (c’est le principal signe de Mars), l’énergie, l’indépendance et le courage. (tête) | l’équilibre (…) ce point central, à égale distance duquel s’égalisent les deux plateaux du moteur et du frein, de l’élan et de la retenue, de la spontanéité et de la réflexion, de l’abandon et de la crainte, de l’appel et du recul devant la vie. (reins) |
| Taureau | Scorpion |
| Symbole d’une grande puissance de travail, de tous les instincts et principalement de celui de conservation, de sensualité et d’une propension exagérée pour les plaisirs. (…) la statique d’une masse porteuse de vie (…) (bouche et gorge (oralité))                                                                                              | Symbole à la fois de résistance, de fermentation et de mort, de dynamisme, de dureté et de luttes (…) (sexe, anus, organes génitaux (analité) |
| Gémeaux | Sagittaire |
| Signe principal de Mercure, c’est avant tout le symbole double des contacts humains, des transports, des communications (…) le goût du jeu, l’agrément de l’exercice des idées et du commerce de l’esprit, l’envol de l’intelligence. (bras, mains, poumons, système respiratoire)                                                                  | (…) il se situe avant le solstice d’hiver quand, les travaux des champs terminés, les hommes se consacrent davantage à la chasse. Symbole du mouvement, des instincts nomades, de l’indépendance et des réflexes vifs. (cuisses, foie) |
| Cancer | Capricorne |
| Signe lunaire, il signifie le retrait sur soi, la sensibilité, la timidité et la ténacité. (seins, estomac, membranes protectrices) | Il exprime la patience, la persévérance, la prudence, l’industrie, la réalisation, le sens du devoir. (squelette, système osseux) |
| Lion | Verseau |
| Au cœur de l'été, il exprime la joie de vivre, l’ambition, l’orgueil et la noblesse. Mais aussi l'autoritarisme ou le commandement.(…) force maîtrisée et disponible (…) (cœur, yeux) | Il symbolise la solidarité collective, la coopération, la fraternité et le détachement des choses matérielles. (…) l’être libéré dans le feu de la puissance prométhéenne, en vue de se dépasser. (…) l’altruisme. Il existe aussi un Verseau uranien, prométhéen, qui est l’être de l’avant-garde, du progrès, de l’émancipation, de l’aventure. (jambes, système circulatoire) |
| Vierge | Poissons |
| Symbole de moisson, de travail, de dextérité manuelle, de minutie (…) un monde qui se différencie, se particularise, se sélectionne, se cerne, se réduit, se dépouille, s’assigne des limites précises. (…) sérieux, consciencieux, scrupuleux, réservé, sceptique, méthodique, (…)attaché aux principes (...), travailleur (…) (ventre, intestins) | Ils symbolisent le psychisme, par lequel on communique avec le divin ; ce qui se traduit dans l’horoscopie par une nature manquant de consistance, très réceptive et impressionnable. (…) fusion des parties dans une totalité (…) effacement des particularismes, au profit de l’illimité, pour aller du zéro à l’infini. (pieds, extrémités)                                   |

## Planètes dans les signes

### Mesure d'angle
Les signes du zodiaque tropical étant déterminés en raison de la position prise, en vue géocentrique, par le Soleil relativement à la Terre, ils constituent « un moyen pratique, simple et efficace pour repérer la position de la Terre sur son orbite autour du Soleil ». Il est ainsi pratique de dire que la planète Uranus est, par exemple, à 15° du signe de la Vierge pour signifier qu'elle forme un angle de 165 degrés (dans le sens direct en longitude écliptique) vis-à-vis du point vernal, qui est le point où le Soleil ascendant franchit l'équateur céleste.

### Symbolique
Pour prendre une image, la « musique des sphères » s'interprète sur un thème astral en liaison avec le signe du zodiaque — qui correspond en quelque sorte à la façon dont l'instrument est accordé — où se trouve une Planète. C'est cette dernière qui constitue l'instrument, le clavier symbolique. Le signe du zodiaque connu du grand public est la « musique du Soleil ». Ainsi, l'astrologue Germaine Holley décrit le passage du Soleil dans le signe de la Vierge de la façon suivante : « Achevant là son cycle formateur, l'être analyse, détaille, sert, soigne, enseigne mais au demeurant ne vit pas ce dont il se sent digne ». Toutefois, lorsque le principe uranien antithèse du principe solaire, est à l'œuvre dans le signe de la Vierge (planète Uranus en Vierge), la définition de Germaine Holley devient : « Ne peut se soumettre (cf. planète Uranus) à la routine (cf. signe de la Vierge), événements soudains (cf. planète Uranus) dans le service (cf. signe de la Vierge). Souvent travailleur (cf. signe de la Vierge) astrologique (cf. planète Uranus) ».

### Zodiaque
L'astrologie populaire actuelle est basée sur les signes du zodiaque (où se trouve le Soleil). Or les Anciens faisaient passer les planètes du système solaire avant les signes solaires. Yves Lenoble a écrit  : « La lecture des textes anciens fait ressortir que l'astrologie grecque n'accordait pas un rôle majeur aux signes ». L'historien Jacques Halbronn impute la zodiacalisation de l'astrologie à la découverte des planètes dont l'orbite est au-delà de celle de Saturne (Uranus, Neptune, Pluton...) « précisément en raison des hésitations qui ne cesseront plus concernant leur nombre. En revanche, le zodiaque apparaît comme une structure immuable ».

## Histoire

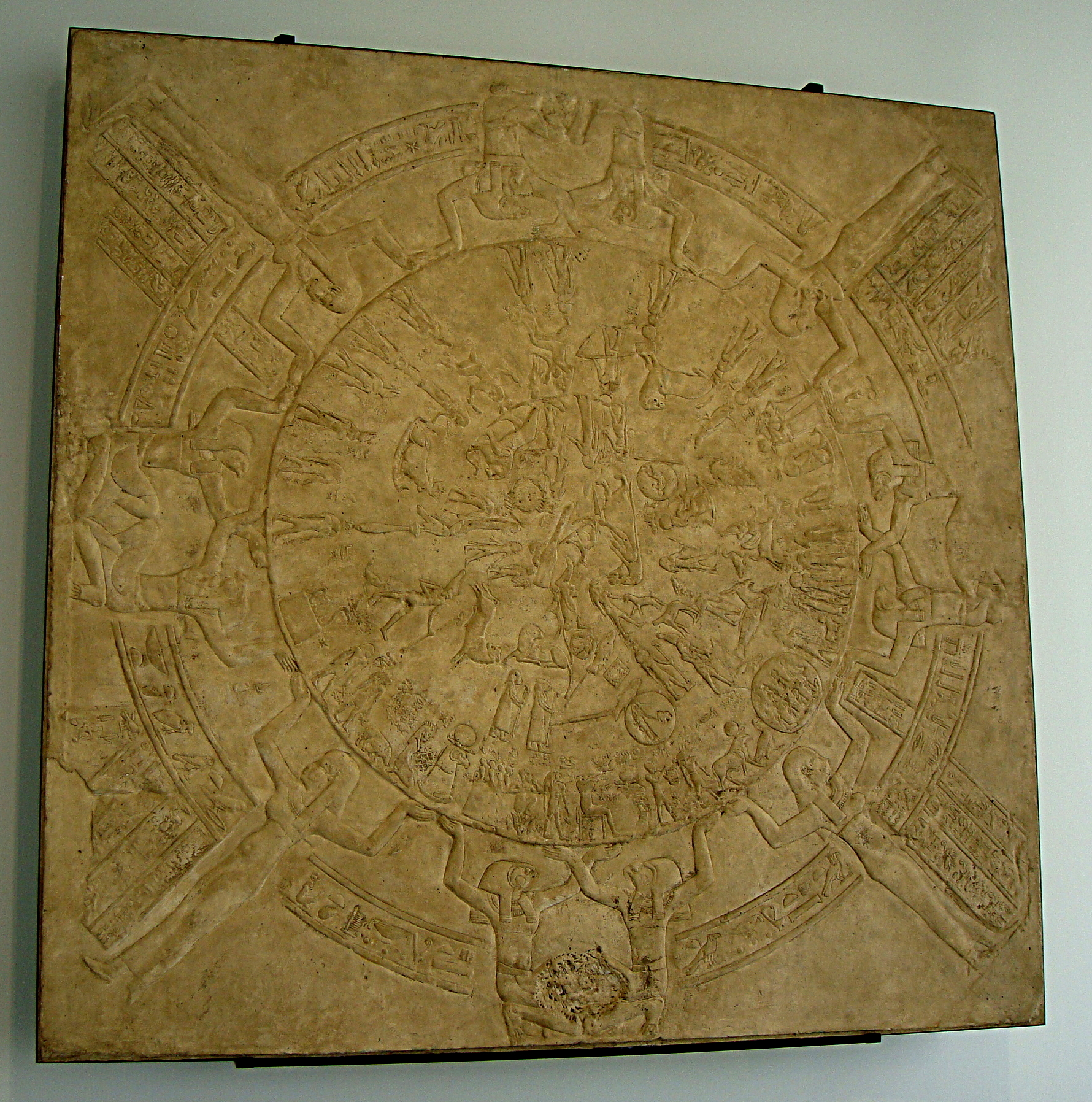
Zodiaque de Dendérah.

On trouve les premières références au zodiaque tel que nous le connaissons dans l'Antiquité, et notamment durant l'Égypte ancienne, les Égyptiens ayant hérité des premières représentations zodiaques babyloniennes et chaldéennes. Pendant la Campagne d'Égypte menée par Napoléon Bonaparte, un bas-relief représentant la voûte céleste et les 12 constellations a été redécouvert au temple de Dendérah (ou Dendera, Dendara). Ce bas-relief a été sculpté dans un bloc de grès de 2,5 mètres de côté et il ornait le plafond d'une chapelle située sur les hauteurs de ce temple dédié principalement à Hathor (et à Isis). Il s'agit d'une des plus anciennes représentations du zodiaque, et témoigne d'une connaissance très précise des mécanismes des phénomènes célestes résultant des recherches menées durant des millénaires par les astronomes égyptiens. Hormis les douze signes que nous connaissons, on y trouve aussi des représentations d'autres constellations, telles que le Loup, le Bouvier, le Dragon, le Serpent ou le Petit Cheval. Transporté en France en 1821, ce bas-relief est visible au musée du Louvre (département Égypte Antique) et a été remplacé par une copie en plâtre à Dendérah.